# Hov Dås

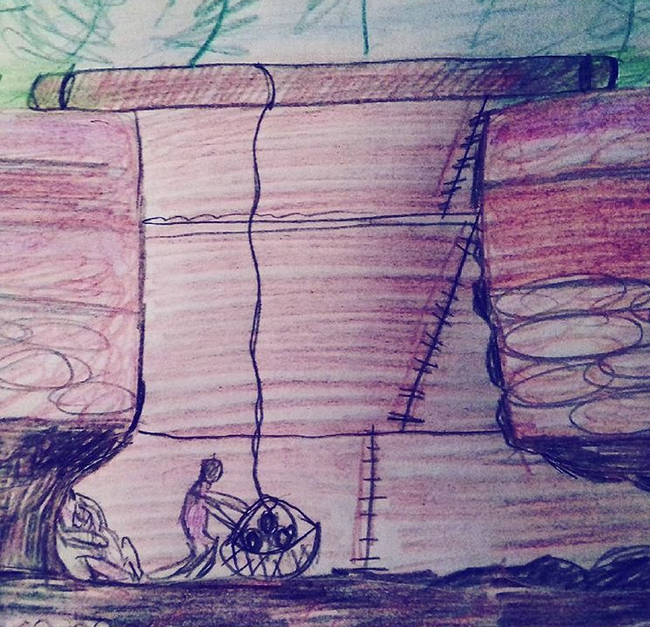
Feuersteinabbau

Der Langhügel Hov Dås liegt in Thy, 13 Kilometer nordöstlich von Thisted, zwischen Hov und Hovsør in Jütland (Dänemark) und war in der Wikingerzeit eine Thingstätte.

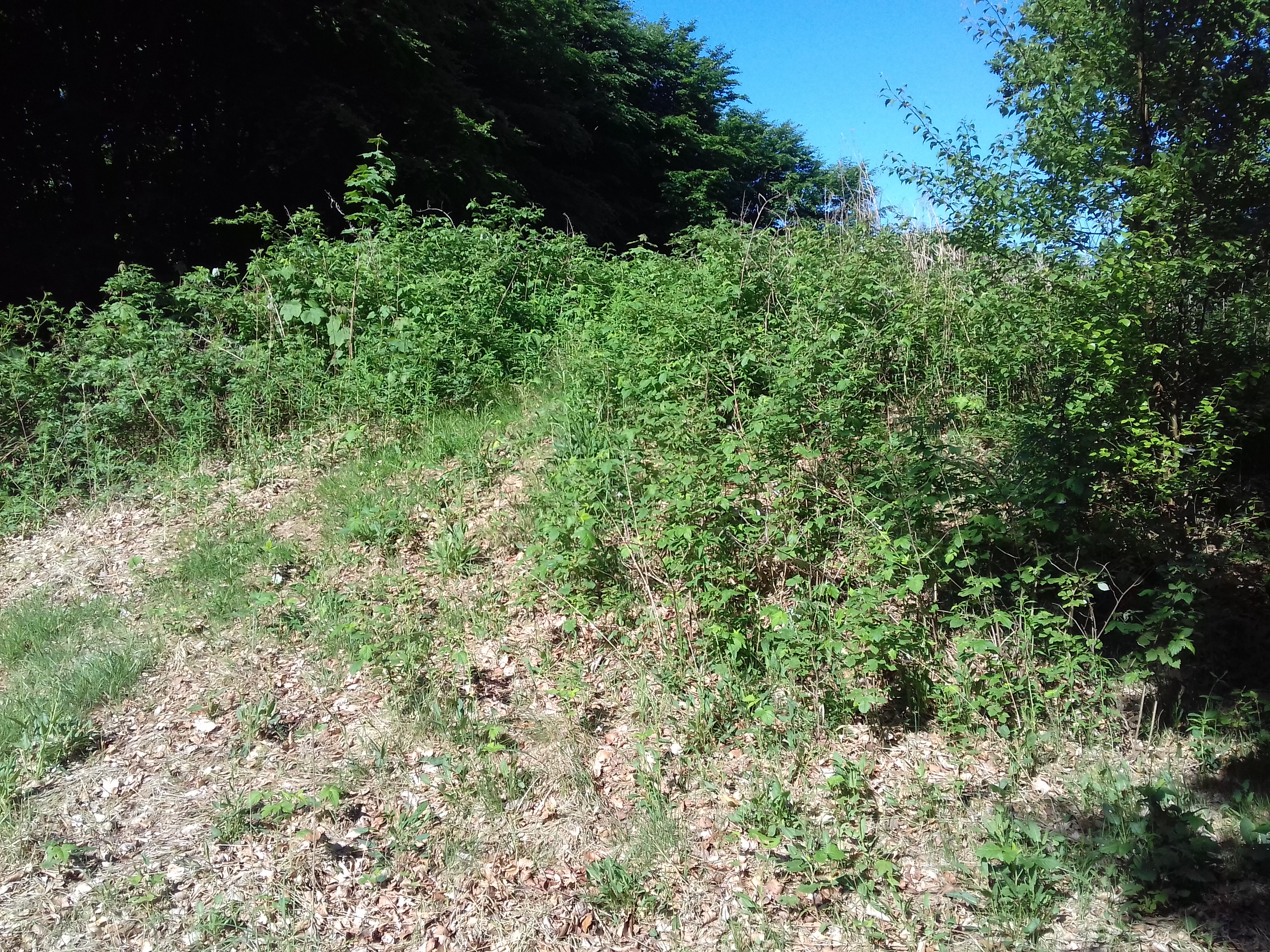
Der Hügel

Der Langhügel ist vermutlich aus mehreren Hügeln zusammengebaut. Er ist 54 m breit und drei Meter hoch. Die fünf Löcher im Hügel sind nicht durch archäologische Untersuchungen entstanden. Hov Dås ist einer der relativ vielen Langhügel in Thy. Im Gegensatz zum Rest Dänemarks, gibt es in den Langhügeln von Thy kaum Dolmen aus der Steinzeit. Die meisten dieser nordjütländischen Grabhügel stammen aus der Bronze-; einige aus der Eisenzeit.
Der Hov Dås ist ein beliebtes Ausflugsziel. Von dem 46 m hoch gelegenen Punkt hat man einen schönen Blick auf Feggeklit, Salgjerhøj und Skarrehage auf der Insel Mors.
Das Suffix Hov ist zu beiden Seiten des Skagerraks anzutreffen (Oppland, Oslofjord, Thy). Es finden sich auch in theophoren Kombinationen wie Froihov, Norderhov (= Njardarhov) und Torshov.